# Az osztrák schilling pénzérméi
A háború után 1945. november 30-án ismét bevezették Ausztriában a schillenget, a schillingérmék – a bankjegyek mellett – ennek a valutának a készpénzállományát alkották egészen az euró 2002-es bevezetéséig. Az első sorozatot Michael Povolny osztrák szobrászművész tervezte. Kezdetben 1, 2, 5, 10, 20, 50 Groschen és 1, 2, 5 Schilling névértékű érmék készültek, anyaguk cink és alumíniumötvözet volt, majd több címletnél alumíniumbronzra tértek át. 1957-ben a kétschillingest, 1959-ben a húszgroschenest vonták ki a forgalomból. Tízschillinges érmét először 1957-ben vertek, majd megjelentek az akár évente többször is vert forgalmi emlékérmék (húsz- és ötvenschillingesek). A hatvanas években az öt-, tíz- és ötvenschillingest ezüstből verték. Kiemelkedik a forgalmi emlékveretek közül az 1976-ban a Babenbergek kinevezésének ezeréves évfordulójára kiadott arany ezerschillinges.
| Kép                   | Kép              | Névérték         | Műszaki paraméterek | Műszaki paraméterek | Műszaki paraméterek | Műszaki paraméterek | Leírás           | Leírás                                                    | Leírás                                                            | Dátumok          | Dátumok             | Dátumok              |
| Előlap                | Hátlap           | Névérték         | Átmérő              | Vastagság           | Tömeg               | Összetétel          | Perem            | Előlap                                                    | Hátlap                                                            | Első veret       | Kibocsátás          | Visszavonás          |
| Forgalmi veretek      | Forgalmi veretek | Forgalmi veretek | Forgalmi veretek    | Forgalmi veretek    | Forgalmi veretek    | Forgalmi veretek    | Forgalmi veretek | Forgalmi veretek                                          | Forgalmi veretek                                                  | Forgalmi veretek | Forgalmi veretek    | Forgalmi veretek     |
| --------------------- | ---------------- | ---------------- | ------------------- | ------------------- | ------------------- | ------------------- | ---------------- | --------------------------------------------------------- | ----------------------------------------------------------------- | ---------------- | ------------------- | -------------------- |
|                       |                  | 1 Groschen       | 17 mm               |                     | 1,8 g               | 100% Zn             | Sima             | REPUBLIK ÖSTERREICH1, címer                               | Értékjelzés, verési évszám                                        | 1947.            | 1948. április 5.    | 2001. december 31.   |
|                       |                  | 2 Groschen       | 18 mm               |                     | 0,9 g               | 98,5% Al 1,5% Mg    | Sima             | Címer                                                     | REPUBLIK ÖSTERREICH, értékjelzés, verési évszám                   | 1950.            | 1950. július 15.    | 2001. december 31.   |
|                       |                  | 5 Groschen       | 19 mm               |                     | 2,5 g               | 100% Zn             | Recés            | REPUBLIK ÖSTERREICH, címer                                | Értékjelzés, verési évszám                                        | 1948.            | 1948. június 17.    | 2001. december 31.   |
|                       |                  | 10 Goschen       | 21 mm               |                     | 3,5 g               | 100% Zn             | Sima             | REPUBLIK ÖSTERREICH, címer                                | Értékjelzés, verési évszám                                        | 1947.            | 1947. július 1.     | 1959. május 31.      |
|                       |                  | 10 Groschen      | 20 mm               |                     | 1,1 g               | 98,5% Al 1,5% Mg    | Sima             | REPUBLIK ÖSTERREICH, címer, értékjelzés                   | Értékjelzés, verési évszám                                        | 1951.            | 1951. november 27.  | 2001. december 31.   |
|                       |                  | 20 Groschen      | 22 mm               |                     | 4,5 g               | 91,5% Cu 8,5% Al    | Sima             | Címer                                                     | REPUBLIK ÖSTERREICH, értékjelzés, verési évszám                   | 1950.            | 1950. december 23.  | 1959. április 30.    |
|                       |                  | 50 Groschen      | 22 mm               |                     | 1,4 g               | 98,5% Al 1,5% Mg    | Recés            | REPUBLIK ÖSTERREICH, címer                                | Címerpajzs, értékjelzés, verési évszám                            | 1946.            | 1947. december 11.  | 1961. június 2.      |
|                       |                  | 50 Groschen      | 19,5 mm             |                     | 3 g                 | 91,5% Cu 8,5% Al    | Recés            | REPUBLIK ÖSTERREICH, címerpajzs                           | Értékjelzés, verési évszám                                        | 1960.            | 1959. október 1.    | 2001. december 31.   |
|                       |                  | 1 S              | 25 mm               |                     | 2 g                 | 98,5% Al 1,5% Mg    | Sima             | Címer, verési évszám                                      | REPUBLIK ÖSTERREICH, magvető, értékjelzés                         | 1946.            | 1947. december 11.  | 1961. május 2.       |
|                       |                  | 1 S              | 22,5 mm             |                     | 4,2 g               | 91,5% Cu 8,5% Al    | Sima             | Havasi gyopár (Leontopodium alpinum), értékjelzés         | REPUBLIK ÖSTERREICH, értékjelzés, verési évszám                   | 1960.            | 1959. szeptember 1. | 2001. december 31.   |
|                       |                  | 2 S              | 28 mm               |                     | 2,8 g               | 98,5% Al 1,5% Mg    | Sima             | REPUBLIK ÖSTERREICH, címer                                | Értékjelzés, verési évszám                                        | 1946.            | 1947. december 11.  | 1957. június 29.     |
|                       |                  | 5 S              | 31 mm               |                     | 4 g                 | 98,5% Al 1,5% Mg    | Recés            | Címer, verési évszám                                      | REPUBLIK ÖSTERREICH, értékjelzés                                  | 1952.            | 1952. október 25.   | 1961. február 15.    |
|                       |                  | 5 S              | 23,5 mm             |                     | 5,20 g              | 640‰ Ag 360‰ Cu     | Recés            | REPUBLIK ÖSTERREICH, lovas a bécsi Spanyol Lovasiskolából | Címerpajzs, értékjelzés, verési évszám                            | 1960.            | 1961. január        | 1969. szeptember 30. |
|                       |                  | 5 S              | 23,5 mm             |                     | 4,8 g               | 75% Cu 25% Ni       | Sima             | REPUBLIK ÖSTERREICH, lovas a bécsi Spanyol Lovasiskolából | Címerpajzs, értékjelzés, verési évszám                            | 1968.            | 1969. január 15.    | 2001. december 31.   |
|                       |                  | 10 S             | 27 mm               |                     | 7,5 g               | 640‰ Ag 360‰ Cu     | Recés            | REPUBLIK ÖSTERREICH, címerpajzs                           | Értékjelzés, női fej hagyományos wachaui főkötővel, verési évszám | 1957.            | 1957. július 1.     | 1975. március 31.    |
|                       |                  | 10 S             | 26 mm               |                     | 6,2 g               | 75% Cu 25% Ni       | Recés            | REPUBLIK ÖSTERREICH, címer                                | Értékjelzés, női fej hagyományos wachaui főkötővel, verési évszám | 1974.            | 1974. április 17.   | 2001. december 31.   |
| Forgalmi emlékveretek |                  |                  |                     |                     |                     |                     |                  |                                                           |                                                                   |                  |                     |                      |
|                       |                  | 1000 S           | 27 mm               |                     | 13,5 g              | 900‰ Au             | Recés            | EINSETZUNG DER BABENBERGER2, 976-1976,                    | REPUBLIK ÖSTERREICH, címer, értékjelzés                           | 1976.            | 1976. október 22.   | 2001. december 31.   |